# Adelaide di Borgogna

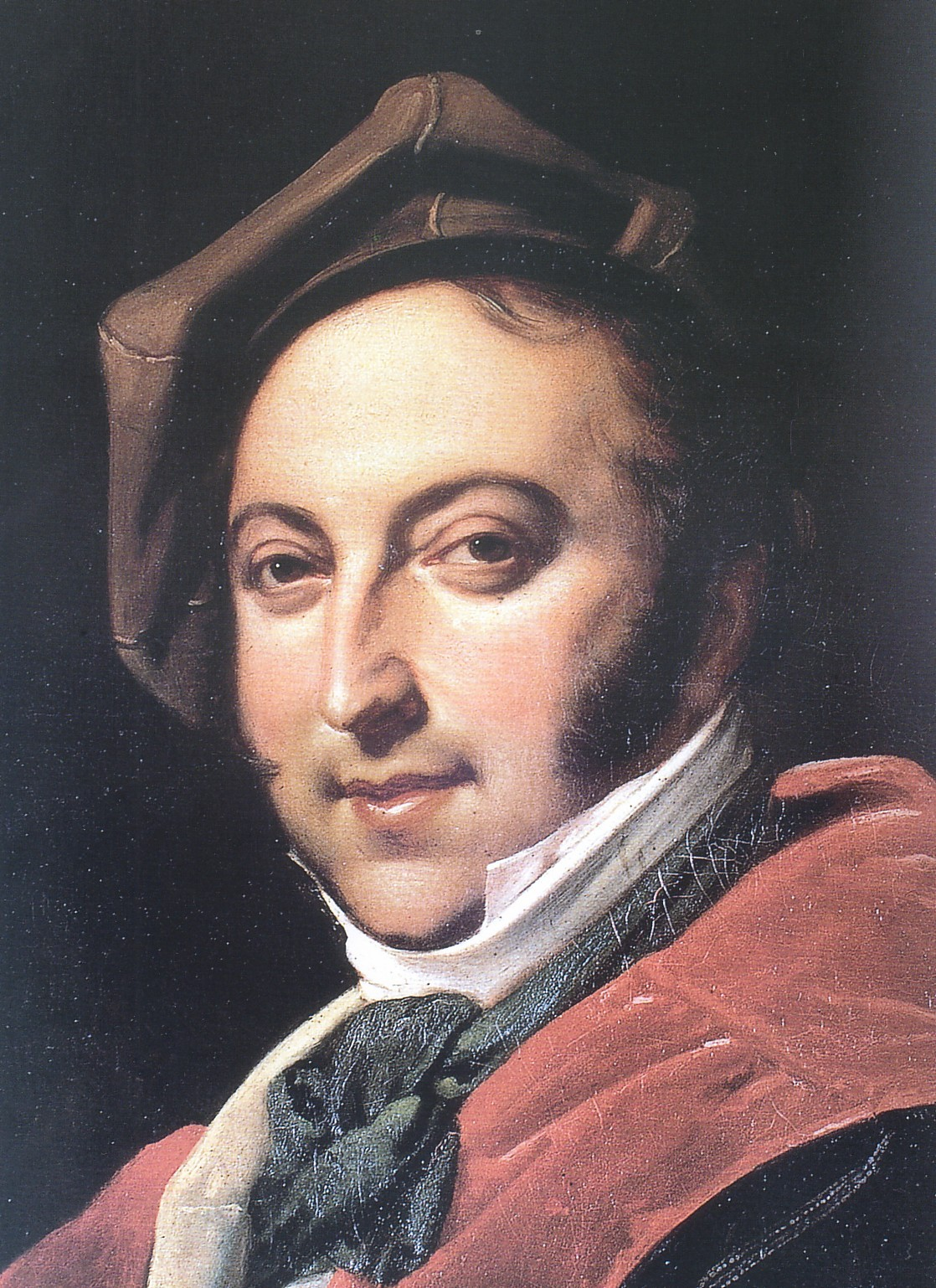
Gioacchino Rossini

Adelaide di Borgogna is een opera van Gioacchino Rossini die in première ging op 27 december 1817 in het Teatro Argentina in Rome. Het libretto is van Giovanni Schmidt. Het verhaal is gebaseerd op de geschiedenis van Italië.

## Rolverdeling
- Ottone, keizer van Duitsland - alt
- Adelaide, weduwe van Lotario - sopraan
- Berengario - bas
- Adelberto, zoon van Berengario - tenor
- Eurice, vrouw van Berengario - sopraan
- Iroldo, heer van Canossa - tenor
- Ernesto, officier van Berengario - tenor

De zangers van de eerste opvoering waren Elisabetta Pinotti (Ottone), Elisabetta Manfredini-Guarmani (Adelaide), Antonio Ambrosi (Berengario), Savino Monelli (Adelberto), Anna Maria Muratori (Eurice), Luisa Bottesi (Iroldo) e Giovanni Puglieschi (Ernesto).

## Synopsis

### Voorgeschiedenis
Het verhaal speelt zich af in 947 na Christus. Lotario, koning van Italië sterft op jonge leeftijd en laat een jonge weduwe (Adelaide) achter. Berengario wordt als regent aangesteld. Hij is echter uit op de kroon. Hij wordt er ook van verdacht een hand te hebben in de dood van Lotario. Daarom wil hij zo snel mogelijk Adelaide aan zijn zoon Adelberto uithuwelijken, om zo zijn aanspraak te versterken. Adelaide weigert echter en vlucht weg van het hof. Zij verbergt zich eerst in de wildernis, maar kan uiteindelijk asiel krijgen bij Iroldo in een kasteel nabij Canossa. Berengario laat het kasteel onmiddellijk belegeren als hij dit verneemt. Iroldo kan tegen Berengario niet op en roept de hulp in van Ottone, de keizer van het Heilig Roomse Rijk (Duitsland). Ottone zal in ruil voor zijn hulp de kroon van Italië en de hand van Adelaide krijgen.

### Eerste bedrijf
De opera begint met een uitgebreide ouverture (Nr. 1 Ouverture)
Het eerste tafereel beschrijft de overwinning van Berengario: het kasteel van Canossa is ingenomen en Adelaide en Iroldo zijn gevangengenomen. Adelberto wil nog steeds met Adelaide trouwen en vraagt of zij instemt, ook Berengario dringt hier op aan. Adelaide blijft weigeren. (Nr. 2 Introduzione e Trio "Misera patria oppressa" - "Lasciami: in te del padre").
Berengario krijgt dan bericht dat Ottone zijn kamp heeft opgeslagen nabij het Garda meer. Berengario ziet in dat hij niet op kan tegen de troepen van Ottone. Hij besluit daarom om over te gaan tot list en bedrog om zijn doel te bereiken. Hij stuurt zijn zoon naar Ottone met een vals vredesverzoek.
In het tweede tafereel bezingen de soldaten van Ottone hun keizer ("Salva Italia, un dì regnante"). Ottone verlaat zijn tent en verklaart zijn voornemen om Adelaide te bevrijden en trouwen en om Italië te regeren ("Oh sacra alla virtù ... Soffri la tua sventura") (Nr. 3 Coro di soldati, Recitativo ed Aria).
Adelberto komt aan met de boodschap van zijn vader: Berengario biedt vrede en gastvrijheid aan. Ottone wil dit wel aannemen, maar wat met de vergelding voor de moord op Lotario, het opjagen van Adelaide? Adelberto probeert Ottone ervan te overtuigen dat Adelaide niet een eerzame weduwe is, maar een intrigante, die erop uit is om tweedracht te zaaien. Ottone aanvaardt de gastvrijheid van Berengario en gaat samen met Adelberto naar Canossa (Nr. 4 Duetto "Vive Adelaide in pianto").
In het derde tafereel zien we hoe de hypocriete Berengario Ottone zeer hartelijk onthaalt in een zaal van het kasteel ("Viva Ottone, il grande, il forte"). Ottone eist dat hij onmiddellijk Adelaide wil spreken. Adelaide wordt voor de keizer geleid. Zij vraagt van Ottone om gratie en gerechtigheid voor het onrecht dat haar is aangedaan ("Delitti!... Il ciel mi vede"). Ottone zegt dit toe en is steeds meer besloten om met Adelaide te trouwen. (Nr. 5 Cavatina con Coro).
Ottone en Adelaide verlaten de zaal. Adelberto blijft woedend achter. Hij is oprecht verliefd op Adelaide en wil zijn rivaal Ottone zo snel mogelijk uitschakelen. Berengario houdt zijn zoon tegen als die de daad bij het woord wil voegen. Hij houdt hem voor om eerst te wachten op versterkingen, voor zij Ottone aanpakken (Nr. 6 Aria di Berengario "Se protegge amica sorte")
Het vierde tafereel brengt ons naar de vertrekken van Adelaide.
Adelaide wordt begroet door haar dames ("O ritiro che soggiorno"). Adelaide, die door de komst van Ottone eindelijk weer rust vindt, bezingt haar nieuw gevonden geluk ("Occhi miei, piangeste assai"). Zij ziet verwachtingsvol uit naar haar aanstaande huwelijk. (Nr. 8 Coro di damigelle e Cavatina di Adelaide).
Ottone wordt aangediend. Hij wil weten of Adelaide met hem trouwt uit dankbaarheid of uit echte liefde. Adelaide maakt Ottone duidelijk dat haar gevoelens oprecht zijn en de beide gelieven zweren eeuwige trouw. (Nr. 9 Duetto "Mi dai corona e vita").
Het laatste tafereel speelt zich af op een plein in Canossa, dat omgeven wordt door schitterende gebouwen. Dit is ook de finale van de eerste akte (Nr. 10 Finale primo).
Adelaide en Ottone betreden het plein onder begeleiding van een feestgezang ("Schiudi le porte, o tempio"). Zij zijn drukken hun geluk uit, terwijl Berengario en Adelberto vol ongeduld wachten op de aankomst van hun versterkingen (Quartetto "O degl'itali regnanti"). Als het bruidspaar de kerk wil betreden, wordt de bruidsstoet overvallen door de soldaten van Berengario. Terwijl Ottone begint te vechten met Adelberto, wordt Adelaide door soldaten van Berengario weggevoerd. De akte eindigt in het tumult van het gevecht tussen de troepen van Berengario en Ottone.

### Tweede bedrijf
Het eerste tafereel toont een zaal in het kasteel waar de soldaten van Berengario de vlucht van Ottone toejuichen (Nr. 11 Introduzione e Coro "Come l'aquila che piomba").
Adelberto komt de overwinning aan zijn moeder melden. Vervolgens probeert hij Adelaide opnieuw voor zich te winnen. Hij biedt opnieuw aan om te trouwen en om de troon met hem te delen. Adelaide weigert met verachting zijn aanbod (Nr. 12 Duetto "Della tua patria ai voti"). Het gesprek wordt onderbroken door een schokkende mededeling: Ottone heeft Berengario kunnen gevangennemen!
In het tweede tafereel smeekt Eurice Adelberto om Adelaide te ruilen voor Berengario. Zij heeft immers een boodschap van de keizer ontvangen met dit voorstel ("Berengario è nel periglio"). Adelberto wordt verscheurd tussen de liefde voor Adelaide en zijn plicht als zoon. Hij kan niet tot een besluit komen ("Grida, o natura, e desta") (Nr. 14 Coro, Recitativo ed Aria di Adalberto).
Eurice vreest voor het leven van haar echtgenoot en neemt daarom het besluit om in het geheim Adelaide vrij te laten.
Het derde tafereel toont het keizerlijke kamp bij het Garda meer. Ottone wil met Berenagrio praten als Adelberto wordt aangekondigd. Adelberto wil dan toch Adelaide ruilen voor Berengario. Deze wil daar niets van weten, tenzij hij koning van Italië wordt. Ottone stemt in met deze eis. Dan duikt plots Adelaide, vrijgelaten door Eurice, op in het kamp. Alle afspraken lijken niets waard te zijn. ("Adelaide!... oh ciel! che vedo?"). Maar Adelaide is enkel vrijgelaten, nadat zij beloofd heeft om zich te ruilen tegen Berengario. Zij vraagt dit van Ottone, die daarin maar al te graag toe stemt ("Sì, l'otterrai; promessa"). Adelberto en Berengario mogen het kamp verlaten, maar zij zweren wraak. ("Non credere un giorno")(Nr. 15 Quartetto).
In het vierde tafereel bevinden we ons in de keizerlijke tent, waar Adelaide zich bevindt met Ottone. Ottone verlaat met tegenzin Adelaide, omdat hij zich moet klaarmaken voor de beslissende slag tegen Berengario. Adelaide geeft Ottone een sluier als onderpand voor haar liefde ("Cingi la benda candida"). Ottone vertrekt en Adelaide bidt dat hij behouden terugkeert ("Se grate son le lagrime"). Dan komt het bericht dat de vijand overwonnen is. Adelaide is verheugd ("Temere un danno") (Nr. 16 Scena ed Aria di Adelaide).
Het vijfde tafereel biedt een blik op de muren van Canossa. De poorten staan open. De inwoners komen met palmtakken en vlaggen naar buiten en juiven Ottone toe (Nr. 17 Coro trionfale "Serti intrecciar le vergini"). Ottone maakt zijn entree op een zegekar, met daarachter de geketende Berengario en Adelberto.
Ottone kroont Adelaide met zijn lauwerkrans tot zijn koningin. (Nr. 18 Scena e Rondo-finale di Ottone "Questi, che a me presenta" - "Al trono tuo primiero").
Nr. 7 Aria di Eurice "Vorrei distruggere del figlio i voti" komt voor de cavatina van Adelaide. In deze aria berispt Eurie Adelaide dat ze het aanzoek van haar zoon, Adelberto, weigert. Deze aria komt voor in de kopie van een voorstelling voor Parijs. Dat Rossini deze aria zelf gecomponeerd heeft, is alom betwijfeld. Daarom wordt deze aria uit de kritische editie geschrapt.
Nr. 13 Aria di Eucrice "Sì, mi svena, o figlio ingrato" komt wel voor in het oorspronkelijke libretto, maar de muziek is verloren gegaan. Een alternatieve versie van een andere hand is in de muziek manuscripten te vinden. Deze aria werd dan ook uit de kritische editie geschrapt.

## Achtergronden
Deze opera was bij de première niet erg geliefd bij het publiek en de critici. Zij vonden het werk niet echt interessant en beneden het niveau van de componist. Het werk raakte in de vergeltelheid.
In de twintigste eeuw zijn er toch een aantal opvoeringen geweest. Alberto Zedda dirigeerde een uitvoering van dit werk op het Festival van Martina Franca in 1984, met onder anderen Mariella Devia en Martine Dupuy in de hoofdrollen. Hiervan werd ook een opname gemaakt.
Een recente opvoering in 2005 vond plaats tijdens het Edinburgh Festival. De concertante uitvoering stond onder de leiding van Giuliano Carella. De solisten waren onder anderen Jennifer Larmore, Majella Cullagh, Mirco Palazzi, Bruce Ford en Mark Wilde. Hiervan verscheen in 2006 een opname bij Opera Rara.
De jongste uitvoering was tijdens het Rossini Opera Festival in Pesaro in augustus 2006. Het ging andermaal om een concertante uitvoering, onder leiding van Riccardo Frizza. Belangrijkste solisten waren Daniela Barcellona, Patrizia Ciofi, Lorenzo Regazzo en José Manuel Zapata.

La cambiale di matrimonio (1810) · L'equivoco stravagante (1811) · L'inganno felice (1812) · Ciro in Babilonia (1812) · La scala di seta (1812) · Demetrio e Polibio (1812) · La pietra del paragone (1812) · L'occasione fa il ladro (1812) · Il signor Bruschino (1813) · Tancredi (1813) · L'italiana in Algeri (1813) · Aureliano in Palmira (1813) · Il turco in Italia (1814) · Sigismondo (1814) · Elisabetta, regina d'Inghilterra (1815) · Torvaldo e Dorliska (1815) · Il barbiere di Siviglia (1816) · La gazzetta (1816) · Otello (1816) · La Cenerentola (1817) · La gazza ladra (1817) · Armida (1817) · Adelaide di Borgogna (1817) · Mosè in Egitto (1818) · Ricciardo e Zoraide (1818) · Adina (1818) · Ermione (1819) · Eduardo e Cristina (1819) · La donna del lago (1819) · Bianca e Falliero (1819) · Maometto II (1820) · Matilde di Shabran (1821) · Zelmira (1822) · Semiramide (1823) · Ugo, re d'Italia (1824) · Il viaggio a Reims (1825) · Le siège de Corinthe (1826) · Ivanhoé (1826) · Moïse et Pharaon (1827) · Le comte Ory (1828) · Guillaume Tell (1829)